# 真彩希帆
真彩希帆（1993年7月7日—），日本舞台剧女演员，是前任寶塚歌劇團雪組主演娘役。身高164cm，愛稱「Maaya」 。出生於埼玉縣蕨市、關東國際高等學校出身。

## 簡介
- 2010年、寶塚音樂學校入學、並且為寶塚音樂學校98期生。 同期生有暁千星、天華えま、瑠風輝、紫乃小雪、星南のぞみ、有沙瞳、遥羽らら、華雪りら等。
- 2012年、寶塚音樂學校畢業，同年寶塚歌劇團入團。初舞台為宙組公演「華やかなりし日々／クライマックス」，之後花組配屬。
- 2014年、於花組公演「エリザベート (伊莉莎白)」新人公演裡被提拔飾演狼夫人。同年11月17日，組替至星組。
- 2015年、於星組公演「ガイズ&ドールズ (Guys & Dolls)」新人公演裡飾演劇中主要角色阿德萊。
- 2016年、於寶塚BOW HALL公演「鈴蘭」初次飾演女主角。同年於大劇場公演「こうもり」首次擔任新人公演女主角。
- 2017年、於寶塚BOW HALL公演「燃ゆる風－軍師・竹中半兵衛－」再次擔任BowHall女主角。同年1月24日，組替至雪組。
- 2017年7月24日、就任雪組的主演娘役，擔任望海風斗的相手役。
- 於2021年4月11日，於東京寶塚劇場公演『fff-フォルティッシッシモ-〜歓喜に歌え!〜』『シルクロード〜盗賊と宝石〜』千秋樂後退團
  - 與相手役望海風斗被當時的理事長小川友次肯定為能代表寶塚歌唱實力高的主演組合
- 2023年9月18日發表在同年9月10日已與寶塚歌劇團演出家生田大和結婚。

## 主要舞台出演

### 研究科一年
- 2012年4月～5月、宙組『華やかなりし日々／クライマックス(Cry-Max)』
- 2012年6月～9月、月組『ロミオとジュリエット(羅密歐與茱麗葉)』
- 2012年11月～2013年2月、星組『寶塚ジャポニズム～序破急～／めぐり会いは再び 2nd～Star Bride～／Étoile de TAKARAZUKA』

### 花組時代
- 2013年6月、寶塚Bow Hall公演『フォーエバー・ガーシュイン－五線譜に描く夢－』飾演：マーガレット
- 2013年8月～11月、『愛と革命の詩－アンドレア・シェニエ－／Mr. Swing！』新人公演飾演：ユディット（本役：朝月希和）
- 2014年2月～5月、『ラスト・タイクーン　―ハリウッドの帝王、不滅の愛―／TAKARAZUKA ∞ 夢眩』新人公演飾演：エドナ・スミス（本役：仙名彩世）
- 2014年6月、中日劇場公演『ベルサイユのばら－フェルゼンとマリー・アントワネット編－(凡爾賽玫瑰 菲爾遜與瑪莉·安東妮德編)』飾演：小公女
- 2014年8月～11月、『エリザベート－愛と死の輪舞－(伊莉莎白 - 愛與死的輪舞) 』飾演：美容師、新人公演飾演：マダム・ヴォルフ(狼夫人)

### 星組時代
- 2015年2月～5月、『黑豹の如く／Dear DIAMOND!!－101カラットの永遠の輝き－』飾演：セブンシーズ 新人公演飾演：アルヴィラ（本役：妃海風）
- 2015年6月～7月、赤坂ACT劇場・梅田藝術劇場公演『キャッチ・ミー・イフ・ユー・キャン (Catch me if you can / 捉智雙雄』飾演：シェリル・アン
- 2015年8月～11月、『ガイズ＆ドールズ (Guys & Dolls)』飾演：街の女、新人公演飾演：アデレイド(阿德萊)（本役：礼真琴）
- 2016年1月、寶塚Bow Hall公演『鈴蘭－思い出の淵から見えるものは－』飾演：エマ　＊寶塚Bow Hall初女主角
- 2016年3月～6月、『こうもり／THE ENTERTAINER！』飾演：イレーネ、新人公演飾演：アデーレ（本役：妃海風）　＊新人公演初女主角
- 2016年7月、寶塚Bow Hall公演『歌声をひとつに… One Voice』
- 2016年8～11月、『櫻華に舞え－SAMURAI The FINAL－／ロマンス!!（Romance）』飾演：愛奈姫、新人公演飾演：竹下ヒサ（本役：綺咲愛里）
- 2017年1月、寶塚Bow Hall公演『燃ゆる風－軍師・竹中半兵衛－』飾演：いね／得月院 　＊寶塚Bow Hall女主角

### 雪組時代
- 2017年4月～7月、『幕末太陽傳／Dramatic “S”！』飾演：女中おひさ

### 雪組主演娘役時代
- 2017年8月-9月、全國巡演『琥珀色の雨にぬれて』『「D」ramatic S!』飾演：シャロン・カザティ
- 2017年11月-2018年2月，『ひかりふる路 ～革命家、マクシミリアン・ロベスピエール〜／SUPER VOYAGER!』飾演：マリー＝アンヌ ＊大劇場披露公演
- 2018年3月-4月，全國巡演『誠の群像／SUPER VOYAGER!』飾演：小夜
- 2018年6月-9月，『凱旋門／Gato Bonito!!』飾演：ジョアン
- 2018年11月-2019年2月，『ファントム(魅影)』飾演：克莉絲汀‧達埃
- 2019年3月-4月，東急劇場Orb公演 『20世紀号に乗って (On the Twentieth Century)』飾演：莉莉·加蘭
- 2019年5月-9月，『壬生義士傳／Music Revolution!』飾演：志津／美代
- 2019年10月-11月，全國巡演『はばたけ黃金の翼よ／Music Revolution!』
- 2020年1月-3月，『ONCE UPON A TIME IN AMERICA』飾演：黛博拉
- 2020年9月-10月，望海風斗 MEGA LIVE TOUR『NOW! ZOOM ME!!』
- 2021年1月-4月，『fff-フォルティッシッシモ-〜歓喜に歌え!〜』『シルクロード〜盗賊と宝石〜』＊大劇場退團公演

## 外部連結
- 寶塚歌劇團公式網頁 （页面存档备份，存于） (日文)
- 寶塚歌劇團中文公式網頁
- 寶塚歌劇團 真彩希帆 公式介紹 （页面存档备份，存于）
- 真彩希帆個人Instagram
- 東京都會電視台網站真彩希帆簡介宝塚カフェブレイク登場人物真彩希帆，存档于Archive.today（存檔日期 20250422）